# Evgheni Postovoi
Evgheni Postovoi- (17 februarie 1921, s. Dubova, r-nul Krasnîie ocna, reg. Odesa - 16 august 1971, Chișinău). Român transnistrean. Membru PCUS. Pedagog și funcționar în domeniul învățământului din RSSM, minstru al învățămîntului din RSSM,  candidat în științe istorice (1969).

## Biografie
- 1948, a absolvit Institutul pedagogic din Chișinău
- 1949-1950, ocupă posturi de răspundere în aparatul CC al PCM
- 1952 -1953, șef al secției școlilor a Comitetului de ocrug  Tiraspol al PCM
- 1955- 1958, ministru al învățământului din RSSM
- 1958 -1960,  I secretar al CO  Chișinău al PCM
- 1960- 1962, Secretar al CC al PCM
- 1962 - 1971, ministru al învățământului public al RSSM
- 1969, candidat in stiinte istorice[1]

La Congresele YI, YII și IX-XIII a fost ales membru al CC al PCM. Din 1959- candidat în membri, iar între 1960-1963 - membru al Biroului CC al PCM. Deputat al Sovietului Suprem al RSSM de legislaturile 5-8.
A contribuit la dezvoltarea bazei tehnico materiale a învățământului din RSSM și Republica Moldova.
Evgheni Postovoi a fost citat din abundenta in 2 cărți valoroase de istorie . In prima carte este criticat dur pentru contribuția la sovietizarea Basarabiei în anii 1940 și 1944 in timp ce, in cea de a doua carte se menționează, că Eugen Postovoi a evoluat spre o reconsiderare a stalinismului către anul 1962, când a avut loc plenara II CC PCM, subliniind in alocuțiunea sa, că "depășirea cultului personalității lui Stalin rămâne o sarcina de baza a propagandei de partid".

## Decorații
- Ordenul Drapelul Roșu de muncă
- Ordenul "Steaua Roșie"
- 2 ordine "Insigna de Onoare".

## Opera
- Învățâmîntul public din RSSM la o etapă nouă. Ch., 1971

E. S. Postovoi a fost redactor al unei serii de lucrări în domeniul Istoriei RSSM (sec. XX).

## Distincții
- Ordenul Drapelul Roșu de Muncă
- Ordenul Steaua roșie
- Insigna de Onoare
- Insigna de Onoare